# ライヘンバッハ・ヒーロー
『ライヘンバッハ・ヒーロー』（英: The Reichenbach Fall）は、BBCが2012年に制作したドラマ『SHERLOCK』のシーズン2・エピソード3である。
原案は『最後の事件』"The Final Problem"（1893年）、『プライオリー・スクール』"The Adventure of the Priory School"（1904年）、『犯人は二人』"The Adventure of Charles Augustus Milverton"（1904年）である。

## あらすじ
様々な難事件を華々しく解決し、シャーロックはすっかり有名人となっている。ジョンは「マスコミはすぐ手の平を返す」と危機感を抱くが、シャーロックは聞く耳を持たない。
シャーロックの活躍を尻目に、モリアーティは新たな悪事を計画していた。観光客を装ってロンドン塔にやって来た彼は、遠隔操作で、塔とペントンヴィル刑務所の監視システムを停止させ、イングランド銀行の金庫を開錠する。それから、自身はクラウン・ジュエルの展示室で王冠をかぶって玉座に座っているところを逮捕される。
シャーロックは、モリアーティの裁判に参考人として招致される。開廷前に立ち寄ったトイレで、彼のファンを装った新人記者のキティ・ライリーに出会うが、シャーロックは彼女を無下にして立ち去る。自分の洞察力を法廷でひけらかし過ぎたシャーロックは法廷侮辱罪に問われ、一方何の弁護も用意しなかったモリアーティは、陪審員たちの弱みを握ったことで無罪放免となる。
無罪となったモリアーティは、釈放されたその足でベーカー街221Bを訪れる。シャーロックは、モリアーティの事件と裁判が、どこにでも入り込めるコンピュータコードを手に入れたと誇示するためのものだったと言い当てる。モリアーティは、ナイフで "I O U"（=英: I owe you、訳：借りが出来たね）とリンゴに彫り、ベーカー街を立ち去る。
2ヶ月後、ジョンはディオゲネス・クラブに呼び出され、マイクロフトから一流の殺し屋が4人もベーカー街に引っ越してきた事を知らされる。ジョンが下宿へ帰ると、シャーロックの元へ、駐米イギリス大使の子供の誘拐事件が持ち込まれていた。大使の息子が、誘拐される前に機転をきかせたことで、シャーロックは2人がサリー州アドルストンにある菓子の廃工場に軟禁されていると突き止める。しかしこの誘拐事件そのものはモリアーティの罠だった。救出した大使の娘がシャーロックを見て怯え叫んだ事と、彼の鮮やかな解決から、ドノヴァンとアンダーソンは、誘拐事件がシャーロックの自作自演ではないかと疑い始める。シャーロックは誘拐事件の容疑者として、ジョンは彼を悪く言った警視正を殴りつけてそれぞれ逮捕され、シャーロックはジョンを人質にする形でベーカー街から逃走する。
逃走の最中、シャーロックは殺し屋の1人から、彼らの狙いがモリアーティの残した万能のキーコードだと聞き出す。シャーロックが法廷で出会った記者・ライリーの自宅に忍び込んだシャーロックとジョンは、そこで彼女の記事の情報源「リッチ・ブルック」として、モリアーティに遭遇する。ライリーは、ブルックはシャーロックが雇った俳優で、モリアーティは架空の人物に過ぎないと説明する。
ライリーの家から帰る途中、シャーロックはバーツに立ち寄り、モリーに協力を依頼する。一方のジョンはディオゲネス・クラブを訪れ、マイクロフトがシャーロックの情報と引き換えにモリアーティを尋問したと聞き出す。ジョンがバーツに着くと、シャーロックはスカッシュのボールをもてあそんでいる。数時間後、ジョンの元にハドスン夫人が撃たれたとの知らせが入り、彼は急行する。同時にモリアーティから連絡があり、シャーロックはバーツの屋上へと向かう。
シャーロックと対峙したモリアーティは、万能のキーコードは存在せず、どの事件でも協力者がいただけだと話す。加えてジョン・ハドスン夫人・レストレードを殺し屋に狙わせており、シャーロックの自殺が彼らの死を止める唯一の手立てだと話す。シャーロックは、モリアーティが生きている限り計画を中止できると返すが、彼は拳銃で頭を撃ち抜き自殺してしまう。ジョンがバーツに戻ったところでシャーロックは電話を掛け、報道の通り自分がモリアーティを創作したとジョンに告げて、屋上から飛び降りる。
後日、ジョンとハドスン夫人はシャーロックの墓参りに訪れ、墓前でシャーロックへの思いの丈を語る。カットが変わって、生きていたシャーロックがそれを見ていたと分かり、シーズン2の幕切れとなる。

## キャストと日本語吹替
シャーロック・ホームズ
演 - ベネディクト・カンバーバッチ、声 - 三上哲
ジョン・ワトスン
演 - マーティン・フリーマン、声 - 森川智之
ハドソン夫人
演 - ユーナ・スタッブス、声 - 谷育子
レストレード警部補
演 - ルパート・グレイヴス、声 - 原康義
マイクロフト・ホームズ
演 - マーク・ゲイティス、声 - 木村靖司
ジム・モリアーティ
演 - アンドリュー・スコット、声 - 村治学
モリー・フーパー
演 - ルイーズ・ブリーリー、声 - 片岡身江
キティー・ライリー
演 - キャサリン・パーキンソン、声 - 林真里花
サリー・ドノヴァン巡査部長
演 - ヴィネット・ロビンソン、声 - 三鴨絵里子
アンダーソン
演 - ジョナサン・アリス、声 - 内田岳志
ディオゲネス・クラブの会員
演 - ダグラス・ウィルマー（カメオ出演）、声 - なし

## スタッフ
- 脚本 - スティーヴ・トンプソン（英語版）
- 制作者 - スティーヴン・モファット、マーク・ゲイティス
- 監督 - トビー・ヘインズ（英語版）
- プロデューサー - エレイン・キャメロン
- 音楽 - デヴィッド・アーノルド、マイケル・プライス（英語版）
- 撮影監督 - ファビアン・ヴァーグナー（英語版）[注 7]
- 美術監督 - アーウェル・ウィン・ジョーンズ
- 編集 - ティム・ポーター
- エグゼグティブ・プロデューサー（PBS マスターピース） - レベッカ・イートン
- エグゼグティブ・プロデューサー（BBC） - ベサン・ジョーンズ
- 製作総指揮 - スティーヴン・モファット、マーク・ゲイティス、ベリル・ヴァーチュー、スー・ヴァーチュー

## 原作との対比
原案は『最後の事件』"The Final Problem"（1893年）、『プライオリー・スクール』"The Adventure of the Priory School"（1904年）、『犯人は二人』"The Adventure of Charles Augustus Milverton"（1904年）である。
本作の原題 "The Reichenbach Fall"は、原典『最後の事件』でホームズとモリアーティが対決したライヘンバッハの滝と、「落下」のダブル・ミーニングになっている。
冒頭シャーロックが取り返す絵は、イギリス・ロマン主義時代の画家ジョゼフ・マロード・ウィリアム・ターナーのものだが、彼の名字ターナーは、『ボヘミアの醜聞』でのベーカー街221Bの大家の名字と同じである。またシャーロックは、絵画奪還の礼品としてダイヤモンドのカフリンクス、銀行家誘拐事件解決の礼品としてタイピンを受け取る。一方のホームズは『ブルースパーティントン設計書』で、事件解決の礼品として、当時のヴィクトリア女王から、エメラルドのタイピンを受け取っている。
シャーロックが逮捕に一役買った逃亡凶悪犯の名前はリコレッティだが、彼の名前は『マスグレーヴ家の儀式』中で「語られざる事件」の一つとして登場する。リコレッティの名前は、2016年放映のスペシャル『忌まわしき花嫁』でも再度使われている。
ジョンに新聞が付けた渾名「独り者ジョン・ワトスン」（英: Bachelor John Watson）は、原典『独身の貴族』（原題：The Adventure of the Noble Bachelor）のもじりとなっている。
モリアーティが監視システムを停止させるペントンヴィル刑務所は、『青い紅玉』で登場する。また、モリアーティはシャーロックに対して、繰り返し"The Final Problem"との言葉を用いているが、これは本作の原案『最後の事件』の原題である。
本作では、シリーズ中初めてディオゲネス・クラブの概要が説明される。これは、原典『ギリシャ語通訳』で初登場するクラブで、マイクロフトが発起人の1人であり、来客室以外での会話を禁止するという風変わりなクラブである。
駐米イギリス大使の子供が寄宿学校から誘拐される事件は、『プライオリー・スクール』が原案となっている。本作の原案『犯人は二人』は、シャーロックがジョンを人質として逃げ出すシーンでオマージュとして使われている。原典には、ミルヴァートンが殺された現場からホームズとワトスンが逃走し、2人の後ろ姿が犯人と勘違いされるシーンがある（柵越えも原典に存在する）。
本作では、ハドスン夫人が撃たれたとの偽の知らせを受けて、ジョンがベーカー街に帰る。これは、『最後の事件』で、「ホテルで急病人が出た」との偽の知らせでワトスンが呼び戻されることに由来している。またシャーロックが自殺前にジョンに電話を掛けるのは、『最後の事件』でホームズが残したワトスン宛の書き置きに対応している。

## 設定・制作秘話

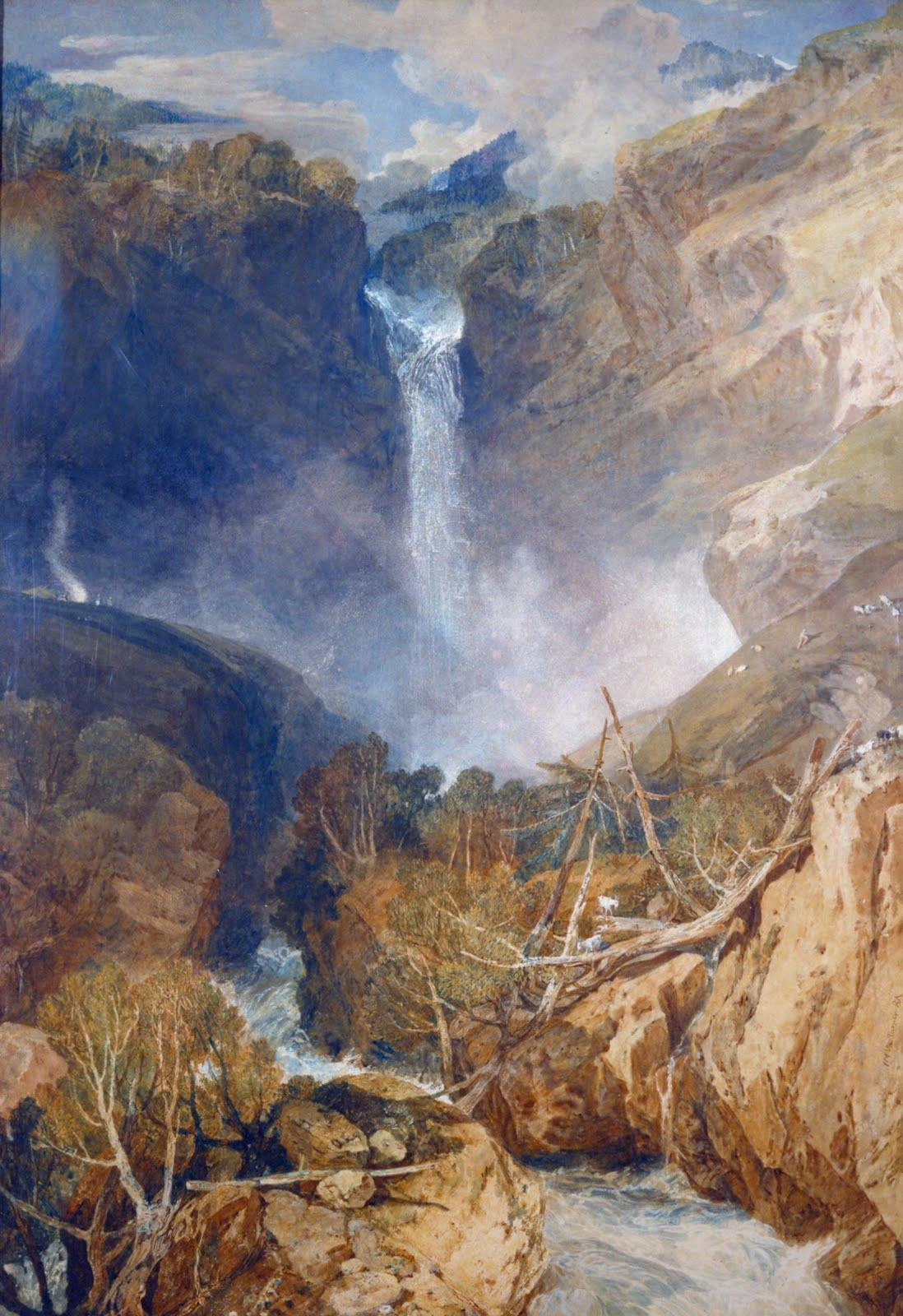
劇中で登場する、ターナーがライヘンバッハの滝を描いた絵。ターナーはイギリス・ロマン主義時代の画家である。

冒頭シャーロックは、ターナーがライヘンバッハの滝を描いた絵を取り返す。この絵は実在し、ベッドフォードのヒギンズ美術館（英: The Higgins Art Gallery & Museum, Bedford）に所蔵されている。
モリアーティがロンドン塔で聴いているのは、ロッシーニのオペラ『泥棒かささぎ』序曲である（中盤部から）。このシーンは、当初実際にロンドン塔で撮影する予定だったが、モリアーティが宝冠を盗み出すという脚本に職員が難色を示し、急遽カーディフ城で撮影されたという。
シャーロックが参考人としてモリアーティの裁判に向かうシーンのBGMは、ニーナ・シモンの『Sinnerman』（訳：罪人）である。
シャーロックのファンを装って取材に来たキティ・ライリーは、"I love SHERLOCK"（訳：シャーロックが大好き）と書かれた缶バッジを付けている。同じデザインのキーチェーンが、『忌まわしき花嫁』の劇場公開に際して、AXNミステリーからグッズとして販売されている。また、ライリーはタブロイド紙のひとつザ・サンの記者との設定である。ジョンはディオゲネス・クラブで、ライリーの記事を読んでいるマイクロフトに驚くが、これは英国の階級社会において、マイクロフトクラスの官僚がタブロイド紙を読むことが稀であるためである（イギリスの新聞一覧#概説参照）。
モリアーティの裁判で彼の弁護士を演じているのは、イアン・ハラードである。彼は、本シリーズの脚本・制作総指揮を務めるマーク・ゲイティスのパートナーである。
モリアーティがベーカー街221Bを訪れた際にシャーロックが弾いているのは、バッハの『無伴奏ヴァイオリンのためのソナタ』第1番である。この曲のバッハ作品主題目録番号(BMV)は1001で、バイナリ・コードのようになっている。一方本作では、モリアーティがバイナリ・コードでコンピュータ暗号を伝えていたのではないかと、シャーロックが疑うシーンがある。また、モリアーティはこれがバッハの『パルティータ第1番』に合わせて刻んでいただけだと答えるが、この作品はBMV 1002で、ソナタ第1番の次に来る作品である。
同じシーンで、シャーロックは、モリアーティが階段を上がってくるのを察知してヴァイオリンを弾き止める。それに気付いたモリアーティは足を止めるが、シャーロックが再び弾き始めたことで歩き出す。これは、ベイジル・ラスボーン版の映画『緑の女』（原題：The Woman in Green）中のシーンにオマージュをかけたものである。
作中、ディオゲネス・クラブの会員としてカメオ出演しているダグラス・ウィルマーは、かつてBBCで放送されていた、『シャーロック・ホームズ』でホームズ役を演じていた。このシリーズでは、ウィルマーの降板後、ピーター・カッシングがホームズを演じている。また、クラブに着いたジョンへ、マイクロフトは「1972年を繰り返したくない」と述べるが、この年は血の日曜日事件をきっかけに、北アイルランド紛争が激化した年である。
駐米イギリス大使の子供が誘拐された事件では、誘拐された少女の持ち物として、グリム童話が見つかる。事件に際して221Bの玄関先にパンくずの入った封筒が置かれていたり、誘拐された姉弟がお菓子の廃工場に軟禁されていたりなど、『ヘンゼルとグレーテル』が強調されている。モリアーティは、本作を通じておとぎ話を強調している設定である。
ライリーの自宅壁に書かれている"Make believe"との単語は、「見せかける」との意味の成句である。また、モリアーティがライリーの前で使っている偽名「リッチ・ブルック」（英: Rich Brook）は、作中で指摘される通り、『最後の事件』でホームズとモリアーティが決闘する、ライヘンバッハ（独: Reichenbach）を英語に転記したものである。
バーツ屋上でモリアーティが聴いているのは、『ベルグレービアの醜聞』での着信音と同じく、ビージーズの『Stayin' Alive』である。
脚本で制作総指揮のマーク・ゲイティスは、今作について「まさか6話目でライヘンバッハの滝に行くとは思っていなかった」とコメントしている。シャーロックの偽装自殺のトリックについてはファンの間で議論が起こり、タイムズ・ガーディアンなどは特設ページを作ってまで手立てを予想した。オンライン上でのファンの予想は、一部が『空の霊柩車』の冒頭で取り入れられているという。なお、自殺シーンのロケ地は、当時建築中だったザ・シャードを使う予定だったが、ザ・シャードでの撮影上の困難とバーツの手頃さから、場所が変更されている。
『シャーロック・クロニクル』に掲載されたシャーロックの墓の写真から、彼が1977年1月6日生まれであることが読み取れる。誕生日は、シャーロキアンの間で唱えられているホームズのものと合致しているほか、シャーロックの年齢は、彼を演じるベネディクト・カンバーバッチとほぼ同じである。

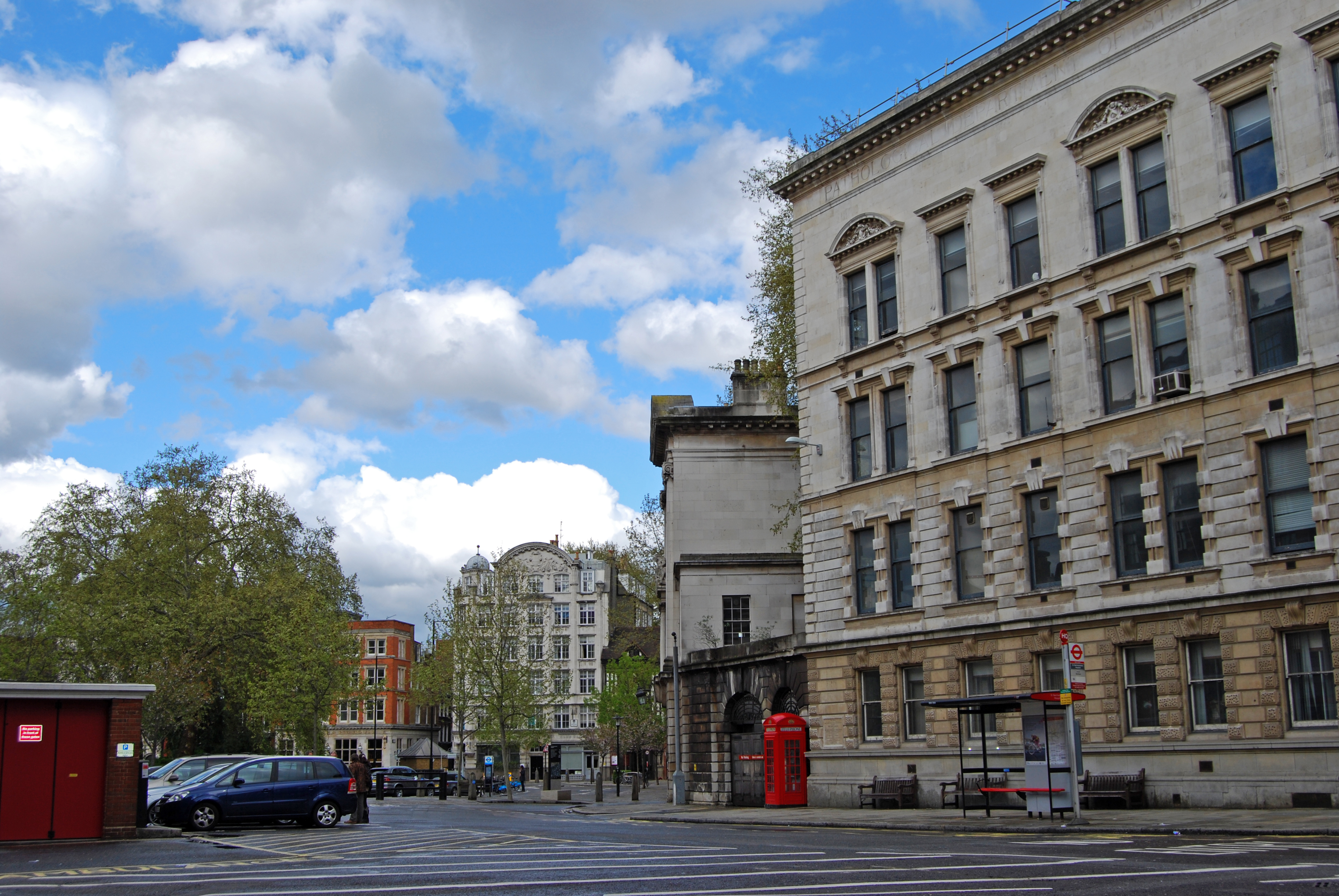
シャーロックはバーツの屋上から飛び降りる[13]。
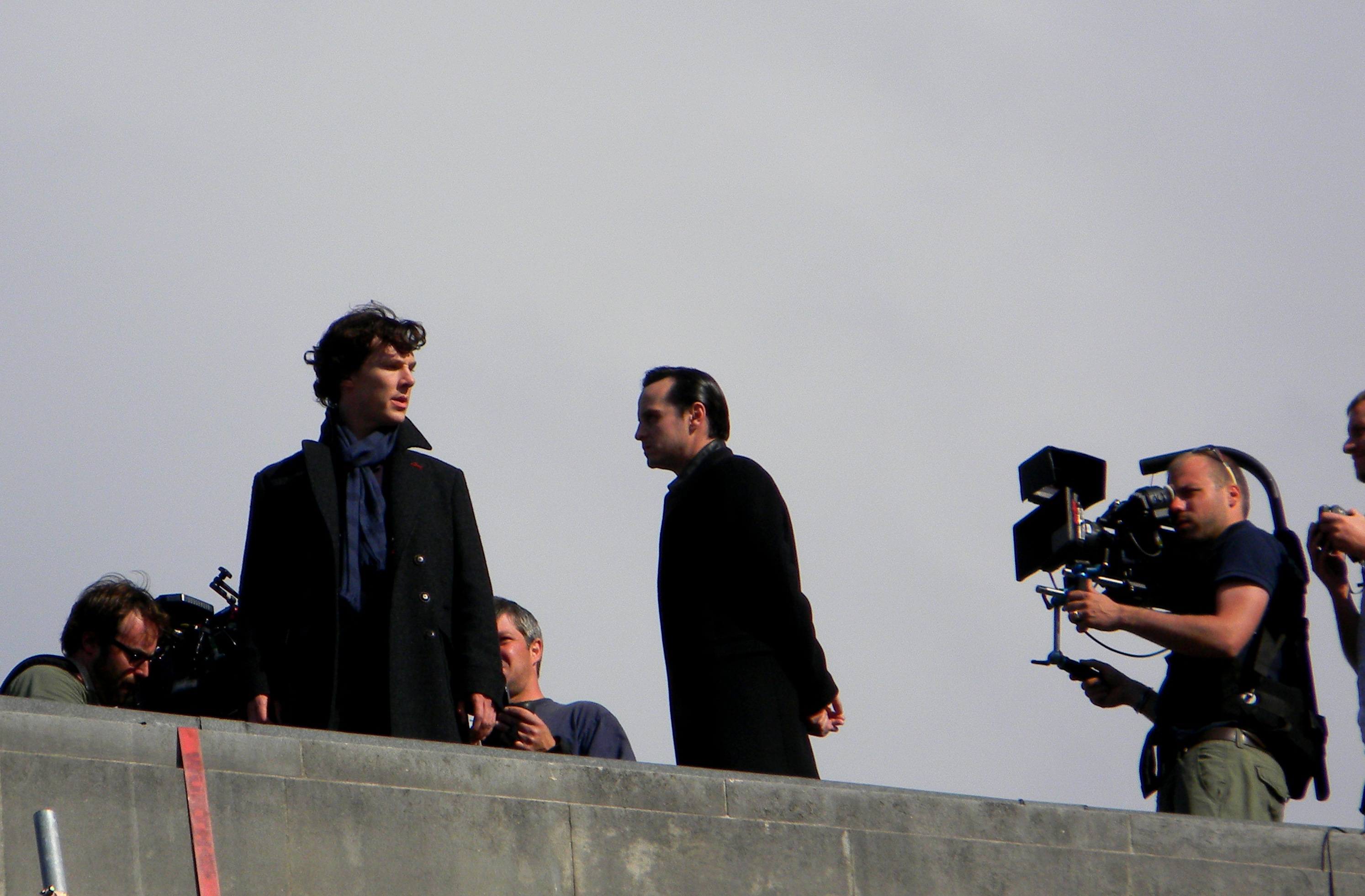
バーツ屋上でのシーンを撮影中のカンバーバッチとスコット（動画）。
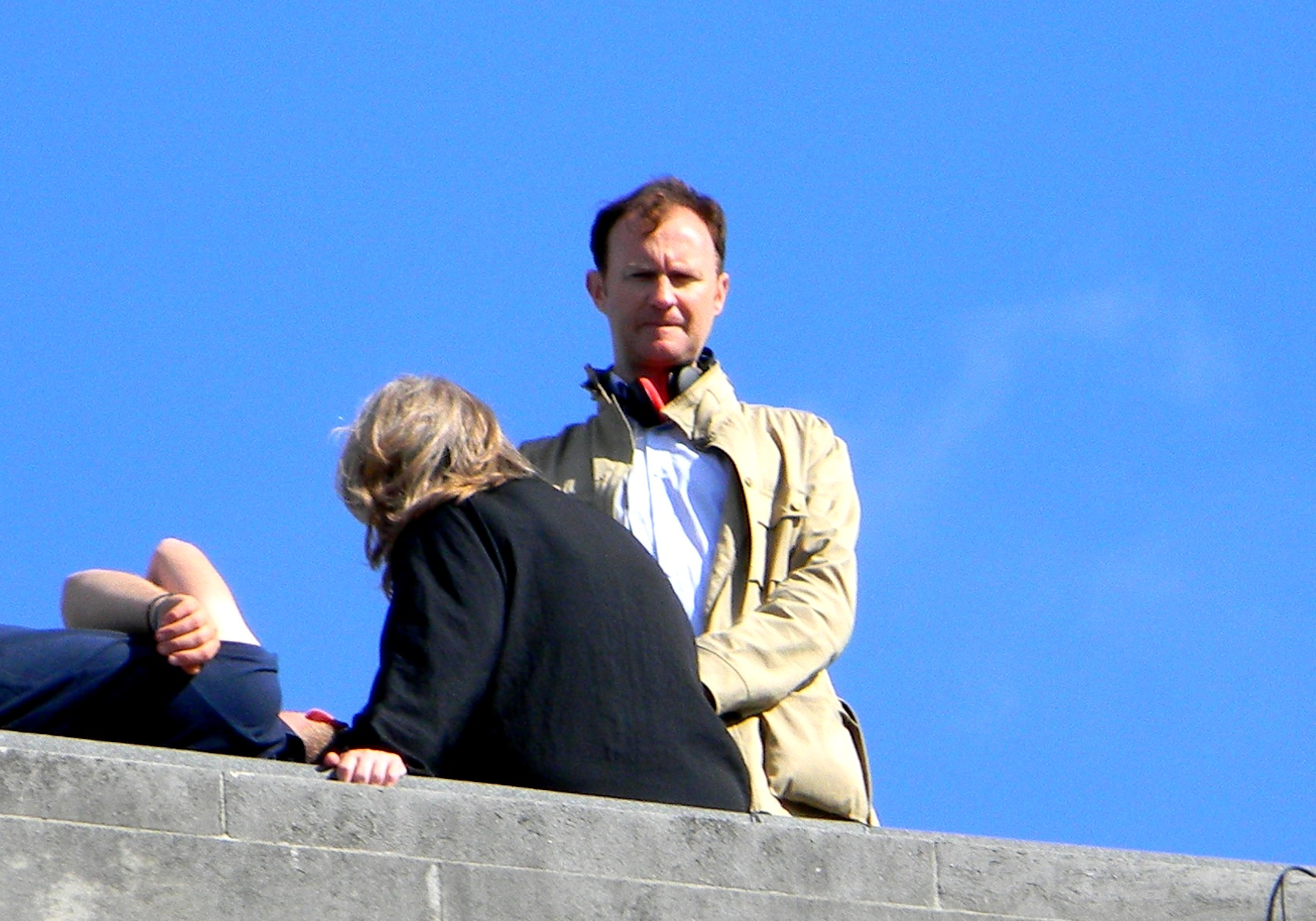
同じくバーツ屋上でのシーンを撮影中のカンバーバッチ・スコット。
- バーツ屋上での撮影に同行したマーク・ゲイティス。